# Kdouloň obecná
Kdouloň obecná (Cydonia oblonga) nebo též kdouloň podlouhlá je jediný zástupce rodu kdouloň (Cydonia). Kdoule je pro plody pěstována méně než kterýkoli z ostatních ovocných stromů nebo keřů. Někdy je kdouloň používána jako podnož pro jiný druh ovoce, pro hrušně.
Kdoulovec je odlišná rostlina, často používaná jako okrasná dřevina pro bohaté kvetení na jaře,  laiky může být zaměněn za kdouloň. Jeho plody nejsou nazývány kdoule, ovšem jde o malvice, které jsou pouze podobné kdoulím nebo jablkům .

## Popis
Jde o keř nebo strom dosahující výšky až 8 m a šířky koruny až 5 m. Plody (kdoule) jsou kulovité až podlouhlé malvice žluté barvy podobné jablkům, avšak velmi tvrdé a silně, příjemně aromatické, za syrova nepoživatelné. Voní po citrusech. Kvete růžovými květy. Kdouloň je samosprašná.

## Použití

### Ovocnářství

#### Podnože
Nejčastěji je v Česku kdouloň používána jako podnož pro jiné druhy ovoce, především hrušně. Kultivary hrušní roubované na kdouloně dobře plodí, plody bývají větší, než na semenáči hrušně.
Jako podnože jsou používány následující typy kdouloní:
- Podnož Kdouloň MA – hrušně na podnoži dobře a bohatě plodí a brzy vstupují do plodnosti.
- Podnož Kdouloň S 1 – je podstatně více mrazuodolná, hrušně na této podnoži brzy vstupují do plodnosti, dobře a bohatě plodí.[4]

#### Výroba a zpracování ovoce
Bývá pěstována kvůli svým plodům – kdoulím. Kdouloně obvykle začínají nést malé množství ovoce třetí nebo čtvrtý rok po výsadbě. Měly by být v plné plodnosti za 10 let poté, co byly vysázeny. Životnost stromu od příchodu do plodnosti je v průměru 30 až 40 roků. Poptávka po kdoulích by se možná zvýšila, pokud by bylo nabízeno k prodeji ovoce lepší kvality.
Plody jsou zejména ve Středozemí a střední Asii zpracovávány v potravinářství na džemy, marmelády, želé. Kdoule se používaly i ke konzervování. Když se kdoule uvaří, podává se horká se smetanou nebo máslem jako vynikající dezert. Jiným využitím je upečení kdoulí se sladkými jablky. Portugalsky se nazývá marmelo. Na Balkánském poloostrově se z kdoulí pálí rakija – dunjevača. Džem z kdoulí dal vzniknout slovu marmeláda. Přestože není toto ovoce běžně nabízeno k prodeji, zkušenosti ukazují, že pokud je produkční sad dobře veden, může být pěstování kdouloní velmi výnosné.
Kdouloně se v Česku komerčně obvykle nepěstují pro plody, z trhu je zcela vytlačují jablka, jejichž použití je podobné. Spotřebitelé jsou o možnosti použití kdoulí informováni nedostatečně. Ve prospěch komerčního pěstování kdoulí pro plody hovoří následující
- stromy téměř jistě, pravidelně plodí, pokud mají správnou péči
- protože jsou stromy malé, snadno se udržují a ovoce je snadno sklízeno
- kdoule kvetou pozdně, obvykle když už všechny nebezpečné mrazíky pominuly
- ovoce nepodléhá rychlé zkáze
- ceny utržené za prvotřídní ovoce byly v minulosti vysoké a je třeba očekávat, že i při výrazném nárůstu výměry budou ceny vysoké i nadále, i pokud bude k prodeji nabízeno dostatečné množství kdoulí, zvláště pokud se spotřebitelé dozvědí o mnoha dobrých vlastnostech tohoto vynikajícího, ale málo známého ovoce.[3]

### Sadovnictví
Rostlina je používána také na okrasu, má velké růžové nebo bílé květy, vyžaduje světlé nebo polostinné stanoviště.

## Stanoviště
Při výběru stanoviště pro umístění pro založení kdouloňového sadu by měly být zvažovány stejné faktory jako u dalších ovocných stromů.
Nejlepší typ půdy pro kdouloně je hlinitá půda, která je poměrně vlhká, ale odvodněná. Na velmi lehkých půdách stromy rostou rychle, ale jsou jen krátkověké a obvykle neplodné.

## Rozmnožování
Kdoule mohou být rozmnožovány čtyřmi způsoby:
- očkováním
- roubováním na kořeny
- hřížením
- řízkováním

Metoda očkování je používána školkaři nejčastěji.

## Řez
Otázka, jak moc nebo jak málo prořezávat kdouloně, je jednou z těch, na kterých se pěstitelé neshodnou. Někteří prořezávají své stromů silně, až do jedné poloviny nových letorostů každý rok, ale také obvykle používají při péči o stromy dusíkatá hnojiva. Ostatní pěstitelé stromy prakticky neřežou od okamžiku, kdy je zasadí, až do plodnosti. Pak prořezávají jen tolik, aby omezili bakteriální spálu a oddálili tak úhyn. Většina pěstitelů však souhlasí s tím, že poté, co stromy začnou plodit, řez je žádoucí, aby se zlepšila velikost plodů. Tento zásah má pak stejný účinek, jako probírka. Kdoule, stejně jako broskve, nesou ovoce na loňských letorostech. Prořezávání kdouloní by nicméně nemělo být nadměrně silné.

## Hnojení
V mnoha z nejlepších komerčních kdouloňových sadech se používají statková hnojiva každoročně, aby se stromy udržely v dobrém stavu, ani by přišly do nadměrného růstu. V dalších sadech se používají průmyslová hnojiva obsahující kyselinu fosforečnou a draselná hnojiva. Nadměrný růst dřeva by u kdouloní neměl být podporován a z tohoto důvodu hnojiva příliš bohatá na dusík, je třeba používat opatrně, pokud vůbec.

## Choroby a škůdci
Obvykle v Česku nijak významně chorobami a škůdci netrpí, ovšem je popsána náchylnost k bakteriální spále růžovitých ze Severní Ameriky. Kdouloň může být citlivá na vyšší obsah vápníku v půdě.

### Bakteriální spála růžovitých
Bakteriální spála růžovitých je bakteriální choroba růžovitých způsobená bakterií Erwinia amylovora. Na rostlinách se projevuje vadnutím a odumíráním květů, listovou spálou, spálou plodů, usycháním a odumíráním vegetačních vrcholů (hákovité ohýbání letorostů) a větví. Za nepříznivých podmínek může zničit celý sad nebo okrasnou školku v jediném vegetačním období. Má mnoho hostitelů, napadá 170 druhů rostlin. Vývoj choroby je rychlý a často není způsob, jak postiženou dřevinu zachránit. Napadení vždy končí úhynem rostliny.
Choroba způsobuje velké ekonomické ztráty na rostlinách i produkci. Způsobuje velké epidemie s širokými ohnisky výskytu jednou za několik let. Průběh infekce je velmi rychlý a zcela devastující. V Rakousku bylo zničeno 50 % ovocných sadů jabloní a hrušní, škody ve Švýcarsku byly až 50 miliónů eur.

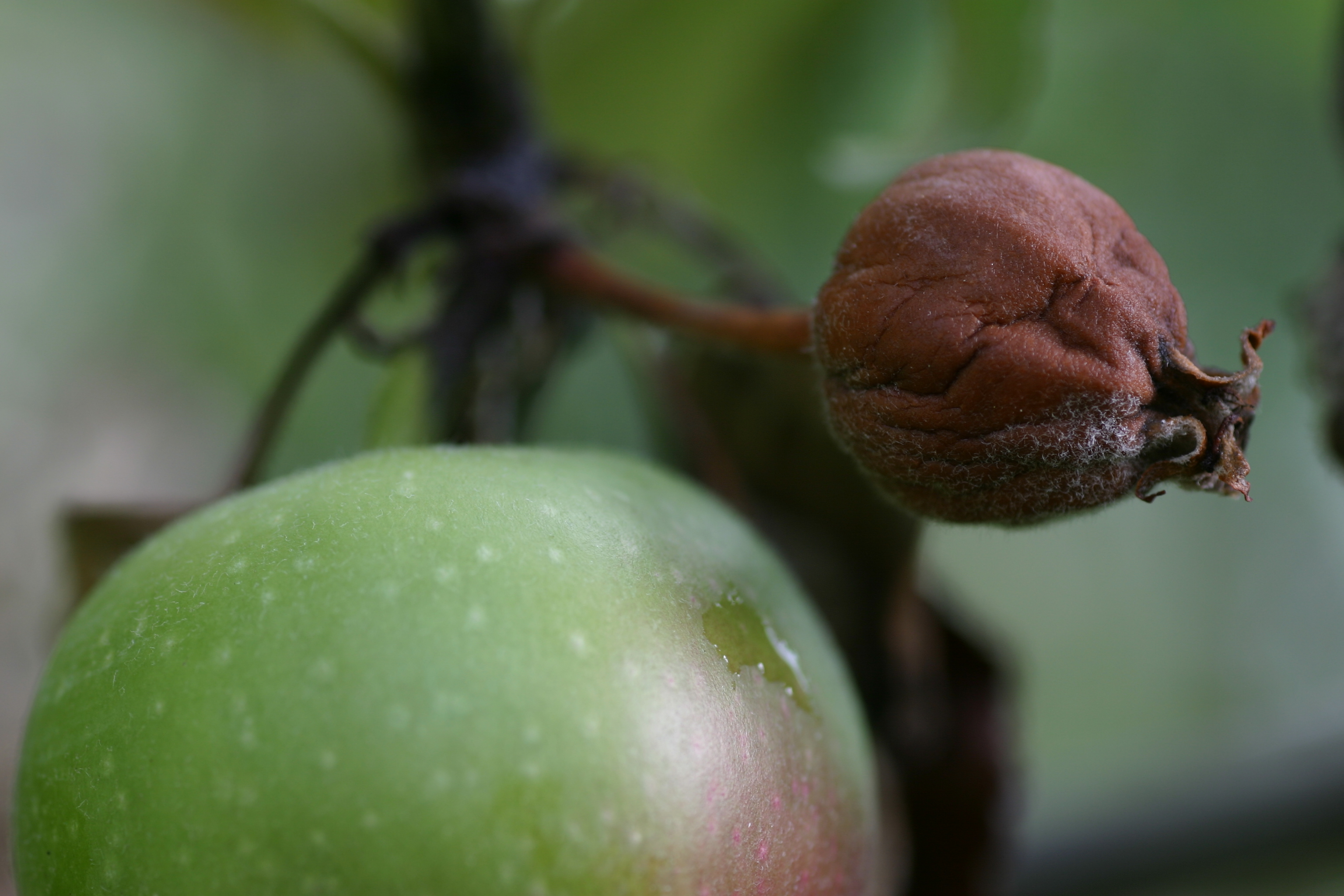
Napadený plod

## Hruškokdouloň
Kříženec kdouloně a hrušně se nazývá hruškokdouloň (Pyronia) nebo Cydonia oblonga × Pyrus communis a používá se pro okrasné účely.

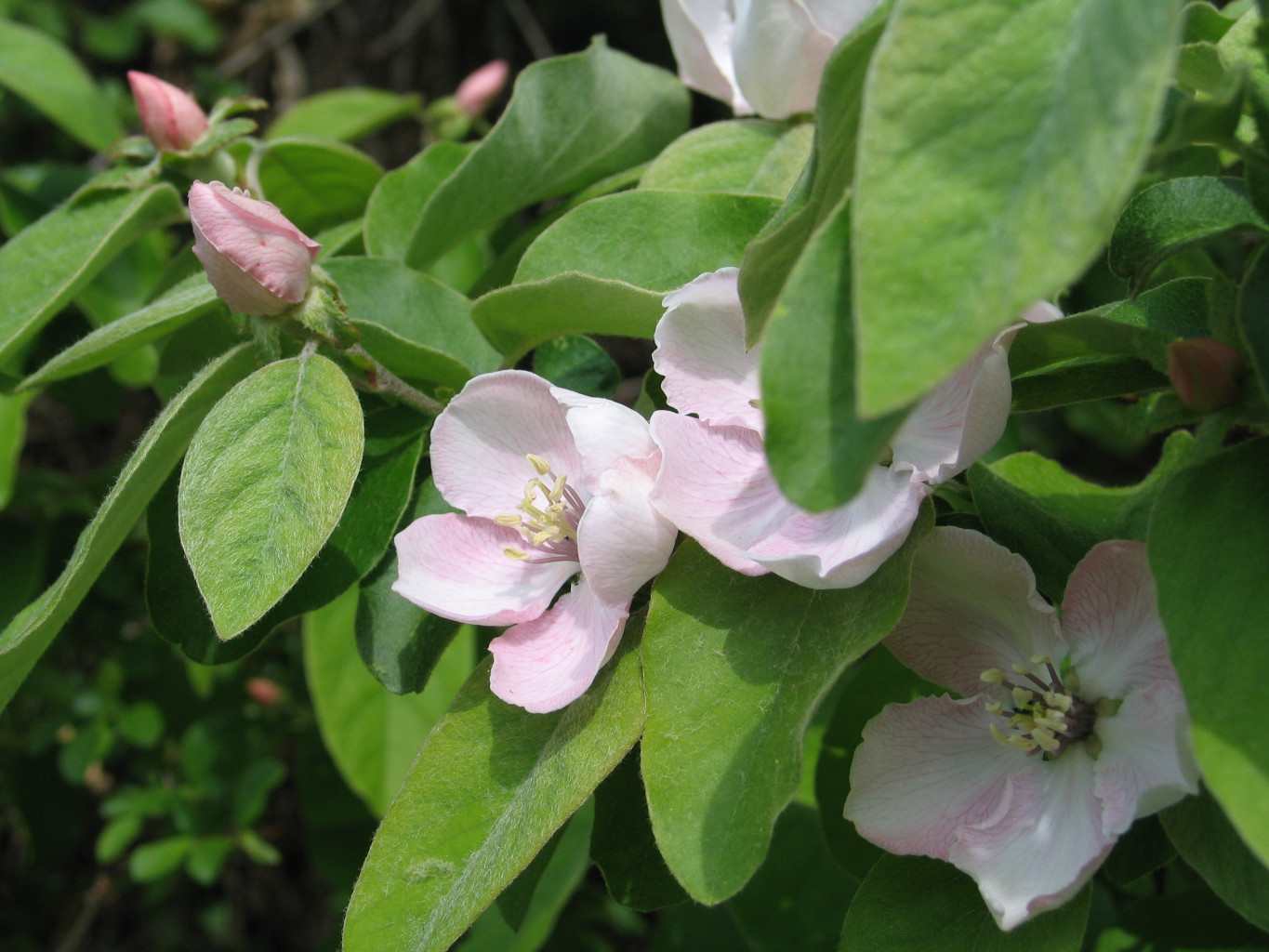
Kdouloň – květy
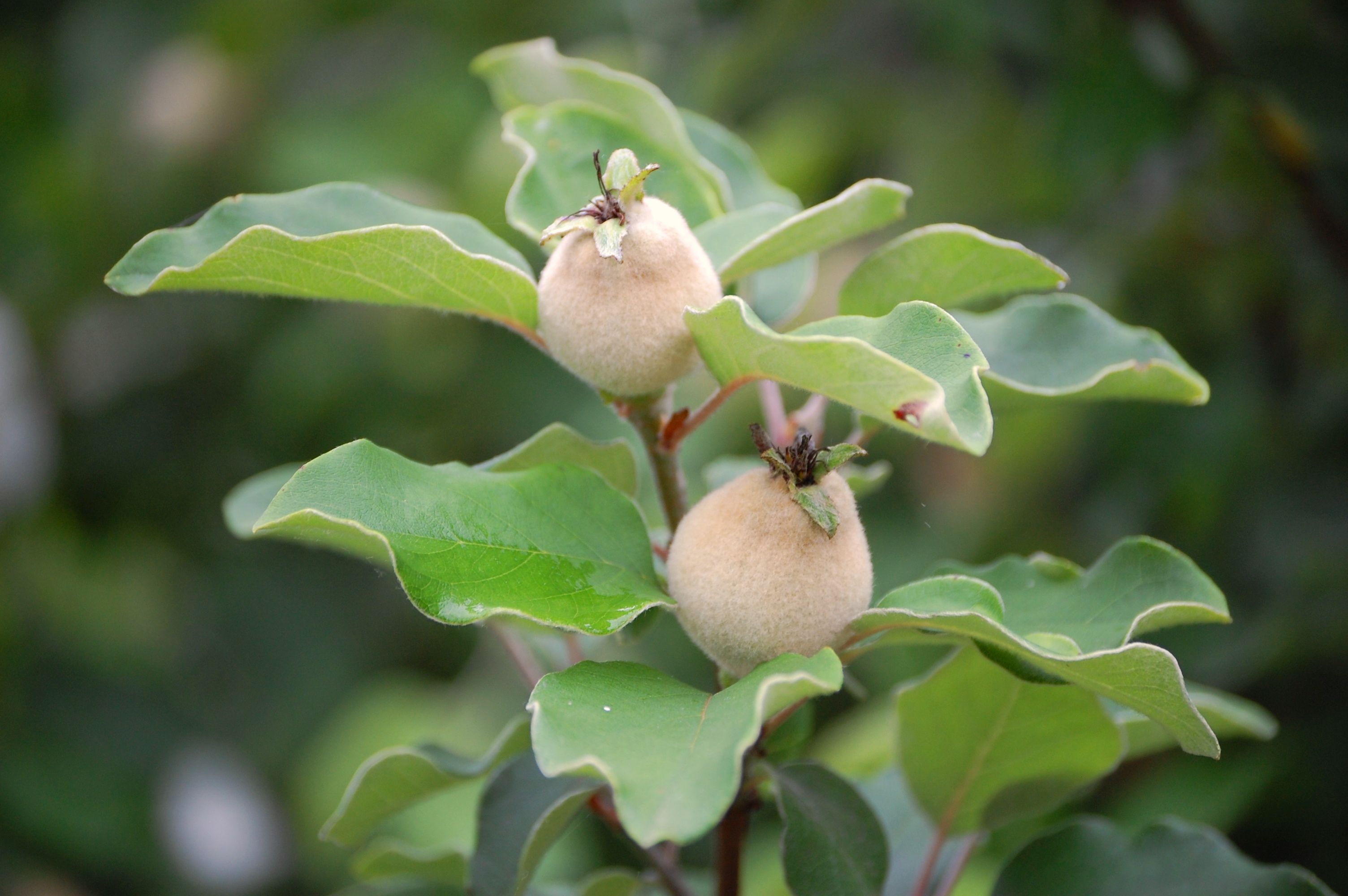
Kdouloň – mladé plody
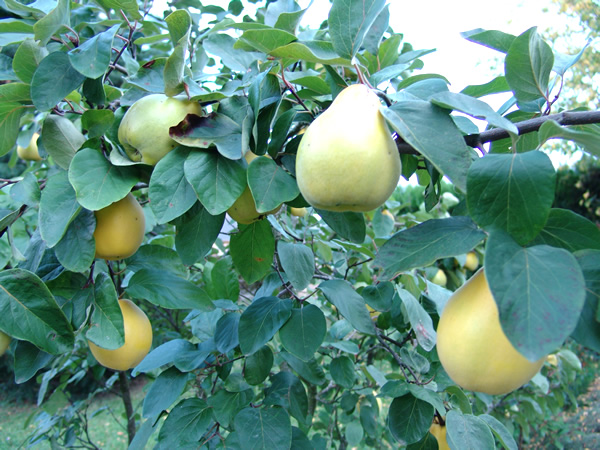
Kdouloň – zralé plody